# Lepanto Verlag
Der Lepanto Verlag ist ein 2007 in Leipzig gegründeter katholischer Verlag, der vor allem Bücher zu theologischen und philosophischen Themen veröffentlicht.

## Verlag
Gegründet wurde der Verlag von dem in rechtsextremen Kreisen aktiven Publizisten Hans-Ulrich Kopp, dem traditionalistischen Priester Gerald Goesche und dem Rechtsanwalt Ansgar Sonntag. Der Verlagsname soll an die Seeschlacht von Lepanto am 7. Oktober 1571 erinnern, in der die katholische Allianz von Spanien, Venedig und dem Papst einen Sieg über das Osmanische Reich erringen konnte. Der ab 2009 in Bonn und seit 2014 im mittelfränkischen Rückersdorf ansässige Verlag ist aktuell im Besitz von Kopp und Sonntag. Die Bücher werden auch von Phalanx Europa, dem Medienunternehmen der rechtsextremen Identitären Bewegung, vertrieben. Unter den Autoren finden sich Personen, die auch für weitere rechte bis rechtsextreme Medien tätig waren bzw. sind.
Als Motto hat sich der Lepanto Verlag die Worte „recta ratio et fides divina“ gegeben. Sie verweisen auf die Anfangsworte der 13. Enzyklika von Johannes Paul II. Fides et ratio aus dem Jahr 1998.
Der Lepanto Verlag ist Mitglied im Börsenverein des Deutschen Buchhandels und im Katholischen Medienverband.

## Autoren
- Benedikt XVI.
- Josef Bordat
- Till Kinzel
- Peter Kreeft
- Frank Lisson
- Günter Scholdt
- Balduin Schwarz
- Josef Seifert
- Frank Sheed